# Mário Cinco Paus
Mário Cinco Paus (Porto Alegre, 1890 — Porto Alegre, 4 de maio de 1949) foi um jornalista e advogado brasileiro.
Iniciou sua carreira como repórter do jornal A Federação, e em 1911 foi admitido na redação de O Diário, onde permaneceria até 1917. Depois passaria por vários outros jornais, ganhando muita popularidade como repórter policial. Em 1911 testemunhou o assalto da Casa de Câmbio localizada na Rua da Praia, saindo em perseguição dos assaltantes de arma em punho antes mesmo da chegada da polícia. Os criminosos acabaram encurralados, mas o cerco policial durou uma semana, sempre acompanhado pelo jornalista. O caso virou sensação, e as reportagens que produziu tiveram grande impacto.
Devido ao seu interesse pelos temas policiais, enfronhou-se em estudos jurídicos de maneira autodidata, chegando a obter conhecimentos suficientes para ser habilitado como advogado provisionado. Também no Direito obteve um amplo reconhecimento, sendo um dos mais requisitados criminalistas de Porto Alegre em sua geração, muito procurado pela população de baixa renda em virtude de sua fama como defensor e benfeitor dos pobres. Um dos casos de maior repercussão em que se envolveu foi a conquista do direito das meretrizes de permanecerem na rua diante de suas casas, o que havia sido proibido pela polícia. Em 1942, durante uma onda de depredações contra estabelecimentos de italianos e alemães, impediu o linchamento de um comerciante. Segundo Rafael Guimaraens, autor do livro A tragédia da Rua da Praia, Mário Cinco Paus "tinha uma vida comunitária ativa. Era uma pessoa bem conhecida na cidade", marcando a vida e a história local. Hoje seu nome batiza uma travessa no Centro Histórico de Porto Alegre.